# Jan Delva
Jan Jozef August baron Delva (Brugge, 28 januari 1923 - Sint-Pieters-Woluwe, 5 november 1998) was een Belgisch magistraat. Hij was de eerste voorzitter van de Nederlandse taalgroep van het Arbitragehof (later Grondwettelijk Hof).

## Biografie

### Familie
Jan Delva was een zoon van Antoine Delva (1893-1951), stadssecretaris van Brugge, en Maria De Visschere (1898-1990). Zij was de dochter van Emiel De Visschere (1861-1910), advocaat en actief voorman in Vlaamse verenigingen en publicaties. Haar oom was premier Aloys Van de Vyvere en haar broer professor Frans Emiel De Visschere (1909-1965), eerste secretaris van het Vast Wervingssecretariaat. Hij trouwde met Marie-Claire Joos (Roeselare, 27 september 1925 - Heverlee, 16 juli 2020) en ze hadden drie kinderen.

### Carrière
Na zijn middelbare studies aan het Sint-Lodewijkscollege in Brugge (retorica, 1940) promoveerde Delva aan de Katholieke Universiteit Leuven in 1945 tot doctor in de rechten. Hij was advocaat in Brugge van 1945 tot 1951 en werd vervolgens magistraat.
Na van 1951 tot 1961 substituut van de procureur des Konings in Brussel te zijn geweest was hij in diezelfde stad rechter in de rechtbank van eerste aanleg van 1961 tot 1967 en jeugdrechter in de rechtbank van eerste aanleg van 1967 tot 1970. Vervolgens werd hij raadsheer in het hof van beroep in Brussel en in 1974 in het Hof van Cassatie, waar hij in 1983 afdelingsvoorzitter werd.

### Arbitragehof
Op 10 september 1984 werd Delva de eerste voorzitter van de Nederlandse taalgroep van het pas opgerichte Arbitragehof, later Grondwettelijk Hof genoemd. Hij bleef dit ambt bekleden tot op 27 januari 1993. Als voorzitter van de Nederlandse taalgroep werd hij opgevolgd door Fernand Debaedts.

## Adel
In 1991 werd Delva in de Belgische erfelijke adel opgenomen met de persoonlijke titel van baron. Zijn wapenspreuk luidt: Unitas in diversitate.

## Selecte bibliografie
- Aanranding van de eerbaarheid en verkrachting, Algemene praktische rechtsverzameling, Gent, 1967
- Staatsrechtelijk profiel van het Belgisch Arbitragehof, Brussel, 1991